# La Chapelle-des-Marais
 La Chapelle-des-Marais  es una población y comuna francesa, situada en la región de Países del Loira, departamento de Loira Atlántico, en el distrito de Saint-Nazaire y cantón de Herbignac.

## Demografía
| 1 500 | 1 490 | 1 537 | 1 753 | 1 882 | abs. | 1 957 | 1 980 | 1 920 | 2 142 | 2 101 | 2 092 | 2 103 | 2 039 | 2 101 | 2 164 | 2 170 | 2 174 | 2 298 | 2 328 | 2 244 | 2 225 | 2 221 | 2 079 | 2 285 | 2 295 | 2 476 | 2 550 | 2 767 | 3 037 | 3 206 | 2 955 | 3 140 | 3 356 |
| Para los censos de 1962 a 1999 la población legal corresponde a la población sin duplicidades (Fuente: INSEE [Consultar]) |       |       |       |       |      |       |       |       |       |       |       |       |       |       |       |       |       |       |       |       |       |       |       |       |       |       |       |       |       |       |       |       |       |